# 門德姆鎮區 (新澤西州)
門德姆鎮區（英語：Mendham Township）是位於美國新澤西州摩里斯縣的一個鎮區。

## 地方資料
門德姆鎮區的面積為46.65平方千米，當中陸地面積為46.06平方千米，而水域面積為0.59平方千米。根據2020年美國人口普查的數據，當地共有人口6016人，而人口密度為每平方千米128.96人。